# Lanceolaria
Lanceolaria is een geslacht van tweekleppigen uit de familie van de Unionidae.

## Soort
- Lanceolaria yueyingae He & Zhuang, 2013